# Eberbach (rivière)
Pour les articles homonymes, voir Eberbach.
L'Eberbach est une rivière du département du Bas-Rhin, dans les Vosges du Nord.

## Étymologie
Eberbach signifie la rivière du sanglier. Cette étymologie est contestée par Theo Vennemann qui prétend que Eber ne représente pas ici « sanglier » mais une base hydronymique *ebr- apparentée au basque ibar « vallée ».

## Géographie
L'Eberbach, longue de 43,8 kilomètres, prend sa source au sud ouest de Frœschwiller dans le pays de Wœrth au nord du village d'Eberbach dans les collines ne dépassant pas 260-250 mètres d'altitude entre Reichshoffen et Frœschwiller.
L'Eberbach draine la forêt de Haguenau et sa nappe phréatique (qui l'alimente). Elle y collecte de nombreux affluents, les uns très courts d'autres plus amples, comme le Bruderbaechel et le Brumbach, eux aussi nourris par cette nappe qu'ils drainent. Tous ces affluents sont de rive droite, tandis qu'au nord l'intercalation du Bieberbach entre la Sauer et l'Eberbach empêche la constitution d'affluents de rive gauche.
Au sortir de la forêt de Haguenau, à partir de Soufflenheim, l'Eberbach est infléchie vers le nord-est, et va rejoindre la Sauer pour finalement rejoindre le lit majeur du Rhin.